# Luoghi e corpi
Luoghi e corpi è un libro di Francesco Remotti, docente di antropologia culturale presso l'Università di Torino, scritto grazie ad un'esperienza didattica, successiva ad una campagna di ricerca effettuata negli anni ottanta da parte di un gruppo del CNR, guidato da Pietro Rossi, interessato ad approfondire i tipi di urbanesimo africano tradizionale.
L'autore inizia ad approfondire la natura dei concetti antropologici a seconda delle varie correnti, dallo strutturalismo degnamente rappresentato da Lévi-Strauss al connessionismo e all'innovativo sviluppo svolto da Bronisław Malinowski. Remotti chiarisce le connessioni fra i luoghi, i costumi ed i corpi, nel loro ruolo intermedio di mediazione, prima di occuparsi delle varie definizioni di cultura, da quella classica a quella tyloriana. Il passo seguente è la correlazione tra cultura e natura e le conseguenze dei prodotti culturali. Un capitolo chiave del libro è quello dedicato al potere sulla natura e nella società, che focalizza l'attenzione anche sulla concezione e formazione del tempo. Facendo riferimento alla situazione africana,  l'autore identifica due logiche del potere: quella centrale e quella del clan.
Una delle ipotesi più suggestive, tra quelle formulate, è quella riguardante la forma e le cause della organizzazione spaziale e temporale delle capitali africane aventi la prerogativa della mobilità. Tra le origini del fenomeno si ipotizza anche il bisogno di memorizzare nello spazio i passi di una società e del suo mondo politico. Per fare ciò occorre impegnarsi in un'attività che è innanzitutto culturale e solo in un secondo tempo anche di potere, visto che ogni società possiede anche un certo margine di scelta su ciò che può essere cancellato e su ciò che può restare.
Un ottimo esempio, rintracciato durante la fase di indagini, è stato il tamburo Bagyendanwa, che ha permesso uno studio sulle convenzioni oltreché sulle finzioni e sul sacro. Proprio quest'ultima tematica è stata approfondita per porre in risalto le difficoltà oggettive insite nelle operazioni sacralizzanti e reificanti. Dopo una parentesi dedicata alla recita teatrale della vita, l'autore si concentra sui segni e sui simboli, rapportati ai presupposti sacri del pensiero e delle azioni; inoltre vengono presentate spiegazioni fornite da tanti studiosi sull'origine e sul senso del sacro e della religiosità.

## Edizioni
- Francesco Remotti, Luoghi e corpi, Bollati Boringhieri, 1993,  pp.188 , cap.5.